# Dagblad Rivierenland
Dagblad Rivierenland was een Nederlands dagblad dat van 1992 tot 2003 verscheen in het rivierengebied van de Gelderse Tielerwaard en het westelijke gedeelte van de Neder-Betuwe (regio Tiel-Buren-Culemborg-Geldermalsen).
Op 1 september 1992 ontstond Dagblad Rivierenland als kopblad van het Utrechts Nieuwsblad. Ook het nieuwsblad De Gecombineerde ging in deze nieuwe titel op.
Op 28 februari 1993 werd de Tielse Courant geïntegreerd in Dagblad Rivierenland.
Door (landelijke) ontwikkelingen in de krantenwereld besloot uitgeverij Wegener na 2000 om de titel Dagblad Rivierenland op te heffen en de abonnees te verdelen over de Rivierenland-edities van de Wegener-kranten De Gelderlander en Utrechts Nieuwsblad.
Op 14 november 2003 verscheen de laatste editie van Dagblad Rivierenland.